# Kimchi
Il kimchi (김치?, gimchiLR, kimch'iMR) è un piatto tradizionale coreano, fatto di verdure fermentate con spezie (peperoncino in polvere, scalogno, aglio e zenzero) e jeotgal. Ne esistono centinaia di varietà, ciascuna con una verdura diversa come ingrediente principale, anche se comunemente vengono usati il cavolo napa e i ravanelli coreani. Il kimchi è utilizzato come ingrediente nella preparazione di altri piatti coreani come il kimchi jjigae e il kimchi bokkeumbap.
Alcuni coreani credono che il kimchi li aiuti ad affrontare le loro vite frenetiche. Un articolo del 2003 del Los Angeles Times scrisse che i sudcoreani consumavano 18 kg di kimchi pro capite all'anno. In un libro del 2015 venne citata una fonte del 2011 secondo la quale un adulto mangiava dai 50 ai 200 grammi di kimchi al giorno. In un articolo del 2018 fu scritto che ogni anno i sudcoreani consumavano in media 1,85 milioni di tonnellate di kimchi, circa 36 chilogrammi pro capite, di cui una parte significativa importata dalla Cina.

## Etimologia
Gimchi (김치?) è la traslitterazione accettata nelle lingue sia della Corea del Nord sia in quella del Sud; la parola occidentale "kimchi" deriva probabilmente da kimch'i, la trascrizione secondo il sistema McCune-Reischauer.
Antiche varianti della parola includono timchai (팀ᄎᆡ?), trascrizione in coreano medio del termine sino-coreano 沈菜 (letteralmente "verdura sommersa") che in coreano moderno viene reso come chimchae (침채?) e non è associato al kimchi.
Forme più antiche della parola sono sopravvissute nei dialetti regionali: jimchae (Jeolla e Hamgyŏng), jimchi (Chungcheong, Gangwon, Gyeonggi, Gyeongsang, Hamgyŏng e Jeolla) e dimchi (Pyeongan).
Il termine ji (지?), originato dal termine arcaico dihi (디히?), viene usato per riferirsi al kimchi sin dai tempi antichi e si ritrova in numerose pubblicazioni del periodo Joseon (1392–1897). In coreano moderno, ji viene usato come suffisso nella lingua standard, oltre che come nome a sé nei dialetti di Gyeongsang e Jeolla. La forma non palatalizzata di permane nel dialetto di Pyeongan.

## Storia
Le prime informazioni sul kimchi risalgono al periodo dei Tre Regni (37 a.C.-7): i cibi fermentati erano largamente diffusi, infatti le Cronache dei Tre Regni narrano di come il popolo di Goguryeo fosse versato nella preparazione di pietanze fermentate quali vino, pasta di soia e pesce salato. Anche il Samguk sagi menziona la giara per sottaceti dove far fermentare le verdure, il che indica che in quel periodo fossero comuni.
Un poema sul ravanello coreano scritta da Yi Gyu-bo, letterato coreano del XIII secolo, mostra che il kimchi di ravanello era usuale a Goryeo:
(Yi Gyu-bo, Dongguk isanggukjip)
La più antica forma di kimchi era costituita da verdure salate. Dal dodicesimo secolo in poi la ricetta fu arricchita con spezie, dando così al kimchi differenti sapori (dolce e amaro) e colori (bianco e arancione). Il peperoncino piccante, altro ingrediente fondamentale del kimchi contemporaneo, era sconosciuto ai coreani e fu introdotto solamente nel diciassettesimo secolo da commercianti occidentali. La prima menzione del peperoncino risale all'enciclopedia Jibong yuseol del 1614, e anche il Sallim gyeongje, un manuale sulla gestione delle fattorie del XVII-XVIII secolo, parla dei kimchi piccante, tuttavia fu solo nel XIX secolo che il suo uso si diffuse, arrivando a somigliare maggiormente al kimchi moderno.
Il libro del 1766 Jeungbo sallim gyeongje riferisce di varietà di kimchi realizzate con una miriade di ingredienti, tra cui il chonggak-kimchi (con il ravanello chonggak), l'oi-sobagi (con il cetriolo), il seokbak-ji (con l'ombrina gialla salata) e il dongchimi (una salamoia acquosa di ravanello e altri ingredienti). Il cavolo napa fu introdotto in Corea soltanto alla fine del diciannovesimo secolo, e un kimchi di solo cavolo simile a quello moderno viene descritto nel Siuijeonseo, un ricettario di quel periodo.
Durante il coinvolgimento della Corea del Sud nella guerra del Vietnam, il governo chiese l'aiuto statunitense per assicurare che le truppe coreane potessero averlo nella loro razione; il presidente sudcoreano Park Chung-hee disse all'omologo Lyndon B. Johnson che il kimchi era "d'importanza vitale per il morale dei soldati coreani".
Nel 1996, la Corea protestò contro la produzione commerciale giapponese del kimchi, sostenendo che il prodotto (di nome kimuchi) fosse diverso, soprattutto perché non fermentato. La Corea fece pressioni alla commissione del Codex Alimentarius affinché definisse uno standard internazionale; esso venne pubblicato nel 2001 e definì il kimchi "un cibo fermentato che usa cavolo napa salato come ingrediente principale unito a dei condimenti, e attraversa un processo di produzione dell'acido lattico a bassa temperatura", ma non specificò né un tempo minimo di fermentazione, né proibì l'uso di additivi.
Nel 2008 del kimchi fu inviato nello spazio a bordo della Sojuz TMA-12 con l'astronauta Yi So-yeon dopo una ricerca multimilionaria per ucciderne i batteri e diminuirne l'odore senza alterarne il gusto.
A causa delle abbondanti precipitazioni che accorciarono il periodo di raccolta del cavolo nel 2010, i prezzi degli ingredienti per il kimchi e della pietanza stessa salirono di molto, e alcuni ristoranti smisero di offrirlo come contorno gratuito. I quotidiani coreani e stranieri la descrissero come una crisi nazionale, e il governo sudcoreano annunciò la temporanea riduzione dei dazi sulle importazioni di cavoli dall'estero.
Nel 2012 il governo cinese iniziò a vietare le importazioni di kimchi coreano sostenendo, in contrasto con gli standard definiti dal Codex Alimentarius, che fosse un derivato del pao cai del Sichuan. Da allora le esportazioni dalla Corea verso la Cina hanno raggiunto lo zero, eccetto che per le minime quantità di kimchi trasportate per le fiere.
Il kimchi e ciò che lo riguarda entrarono a far parte dei Patrimoni Culturali Intangibili dell'Umanità dell'UNESCO dopo che sia la Corea del Sud sia quella del Nord ne fecero richiesta, rispettivamente, nel 2013 e nel 2015.
Un articolo del 2017 del The New York Times parlò di un sentimento anti-coreano nato in Cina dopo l'accettazione della Corea del Sud ad approntare il sistema THAAD. Le testate giornalistiche governative incoraggiarono il boicottaggio delle merci sudcoreane e i nazionalisti giurarono di non mangiare kimchi.

## Composizione

### Ingredienti
Il kimchi è costituito da due parti: la verdura, ingrediente principale dal quale si distinguono le diverse varietà, e il condimento.
Per quanto riguarda le verdure, le più usate sono i cavoli (napa, napa varietà bomdong, cavolo cappuccio) e i ravanelli (mu, ravanello chonggak, mu varietà gegeol, mu varietà yeolmu). Altre verdure da kimchi sono dellingeria scabra, radice di campanula, radice di bardana comune, sedano, pimpinella, coriandolo, crescione inglese, crisantemo giallo, cetriolo, melanzana, erba cipollina cinese, boccioli di aglio, zenzero, germogli di angelica coreana, prezzemolo coreano, erba cipollina selvatica coreana, radice di loto, germogli di senape, cipolla, foglie di perilla, patata, zucca, germogli di ravanello, foglie di colza, scalogno, germogli di soia, spinacio, barbabietola da zucchero, patata dolce e pomodoro. In alcuni luoghi del mondo il kimchi viene preparato con il cavolo cappuccio e molti altri ingredienti alternativi come i broccoli.
Il sale da salamoia (con granelli più grandi rispetto al sale da cucina) viene utilizzato per la salatura iniziale delle verdure; essendo poco raffinato, aiuta a sviluppare il sapore nei cibi fermentati. I condimenti più comuni sono il peperoncino in polvere, lo scalogno, l'aglio, lo zenzero e il pesce salato. Nelle regioni settentrionali e centrali si fa un uso ridotto di quest'ultimo e si preferiscono conserve più leggere come i gamberi o l'ombrina gialla salati. Può anche essere sostituito dal pesce fresco nel Nord della penisola coreana. Al Sud, invece, vengono utilizzate conserve dal sapore più forte, come quelle di acciughe e pesci coltello. Nelle regioni orientali costiere è diffuso l'utilizzo di pesce crudo e di branchie di merluzzo salate.

### Microrganismi probiotici
Il kimchi contiene fermenti lattici e dunque prebiotici, alla pari di altri alimenti fermentati come lo yogurt greco minimamente processato, il kefir minimamente processato, il miso, il tempeh, il natto, il Parmigiano Reggiano DOP e il tofu specificatamente fermentato (come quello puzzolente).
Tra i microrganismi presenti nel kimchi figurano il Bacillus mycoides, il B. pseudomycoides, il B. subtilis, il Lactobacillus brevis, il Lb. curvatus, il Lb. kimchii, il Lb. parabrevis, il Lb. pentosus, il Lb. plantarum, il Lb. sakei, il Lb. spicheri, il Lactococcus carnosum, il Lc. gelidum, il Lc. lactis, Leuconostoc carnosum, il Ln. citreum, il Ln. gasicomitatum, il Ln. gelidum, il Ln. holzapfelii, il Ln. inhae, il Ln. kimchii, il Ln. lactis, il Ln. mesenteroides, il Serratia marcescens, il Weissella cibaria, il W. confusa, il W. kandleri, il W. kimchii. il W. koreensis e il W. soli.

## Varietà

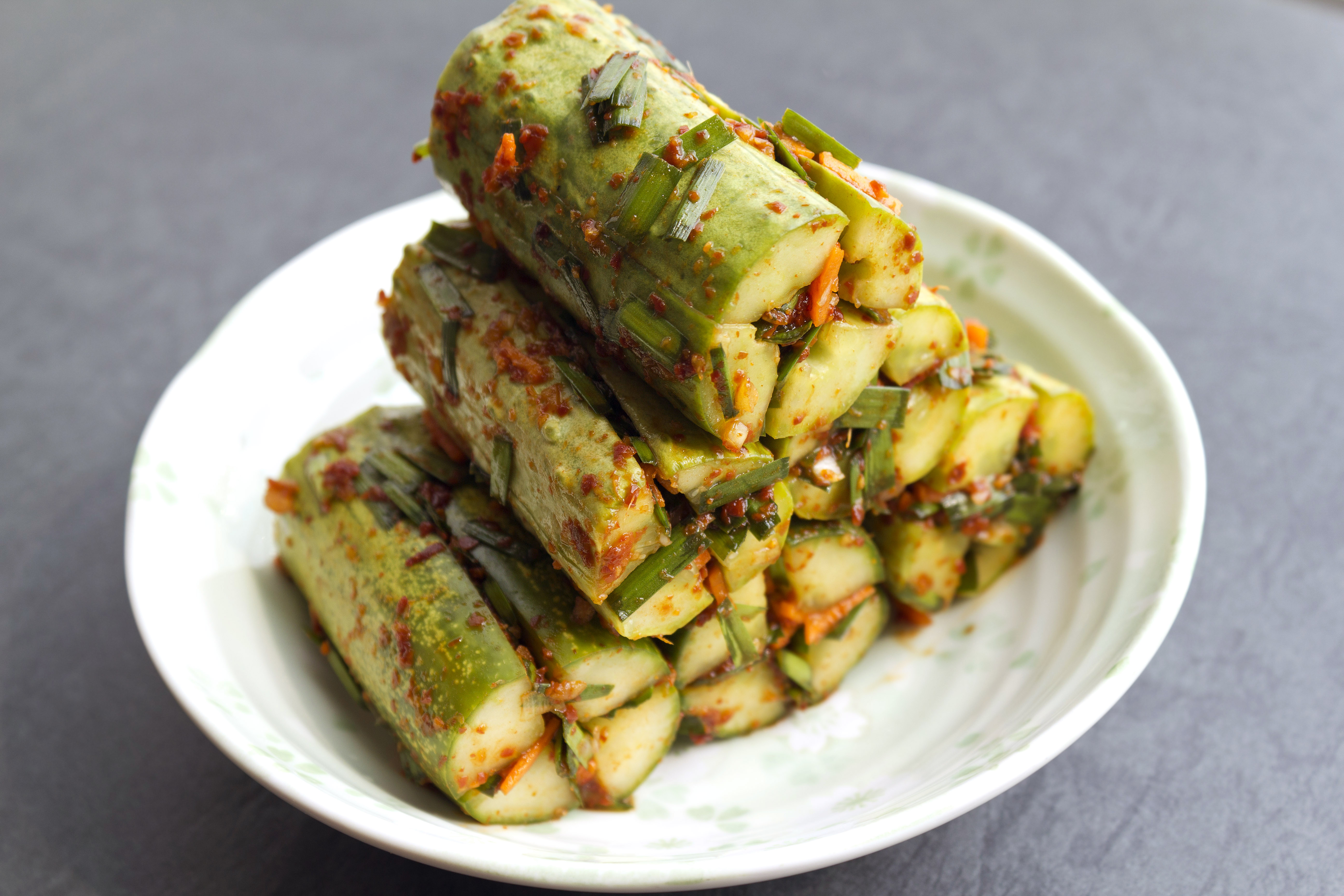
Oi-sobagi, kimchi di cetriolo

Il kimchi è uno dei piatti più importanti della cucina coreana. Il termine indica tutte le verdure fermentate, che siano salate o stagionate. Il kimchi viene servito principalmente come contorno durante ciascun pasto, ma può fungere anche da portata principale. Globalmente è conosciuto come piatto piccante a base di cavolo fermentato, ma le varietà sono infinite e il sapore può cambiare in base alla regione e alla stagione. Tradizionalmente la ricetta veniva trasmessa dalle madri alle figlie per renderle spose adatte ai mariti, ma con l'avanzamento tecnologico e l'aumento dell'uso delle reti sociali, il procedimento per preparare il kimchi è diventato accessibile a tutti. È un piatto altamente nutriente e illustra al contempo la cultura coreana.
Il kimchi può essere categorizzato per ingrediente principale, regione o stagione. Ne esistono oltre 180 varietà riconosciute. Le più comuni sono:
- Baechu-kimchi (배추김치?): di cavolo napa piccante, preparato utilizzando le foglie intere della pianta ripiene di strisce sottili di ravanello, prezzemolo, pinoli, pere, castagne, peperoncino rosso sminuzzato, Umbilicaria esculenta, aglio e zenzero;
- Baechu-geotjeori (배추겉절이?): di cavolo napa non fermentato;
- Bossam-kimchi (보쌈김치?): kimchi arrotolato;
- Baek-kimchi (백김치?): bianco, senza polvere di peperoncino e non piccante;
- Dongchimi (동치미?): acquoso e non piccante;
- Nabak-kimchi (나박김치?): acquoso e moderatamente piccante;
- Chonggak-kimchi (총각김치?): cubetti di ravanello chonggak piccanti;
- Kkakdugi (깍두기?): ravanello coreano a cubetti dall'odore intenso, contenente gamberi fermentati;
- Oi-sobagi (오이소박이?): cetriolo ripieno di frutti di mare e pasta di peperoncino, popolare in primavera ed estate;
- Pa-kimchi (파김치?): di cipolle verdi piccanti;
- Yeolmu-kimchi (열무김치?): ravanello coreano varietà yeolmu non necessariamente fermentato, popolare in primavera ed estate;
- Gat-kimchi (갓김치?): di senape indiana.

Il kimchi prodotto in Corea settentrionale tende a essere più acquoso e a contenere meno sale e meno peperoncino, inoltre il suo condimento è solitamente privo di pesce in salamoia. Il kimchi delle zone meridionali come Jeolla e Gyeongsang, al contrario, fa uso di sale e polvere di peperoncino; fino agli anni sessanta acciughe o gamberi in salamoia venivano sobbolliti e mescolati a un addensante a base di riso o amido di frumento per poi essere aggiunti al kimchi ed eliminare il sapore tannico e i grassi. Il kimchi della Corea del Nord tende a essere meno rosso e piccante di quello della Corea del Sud.

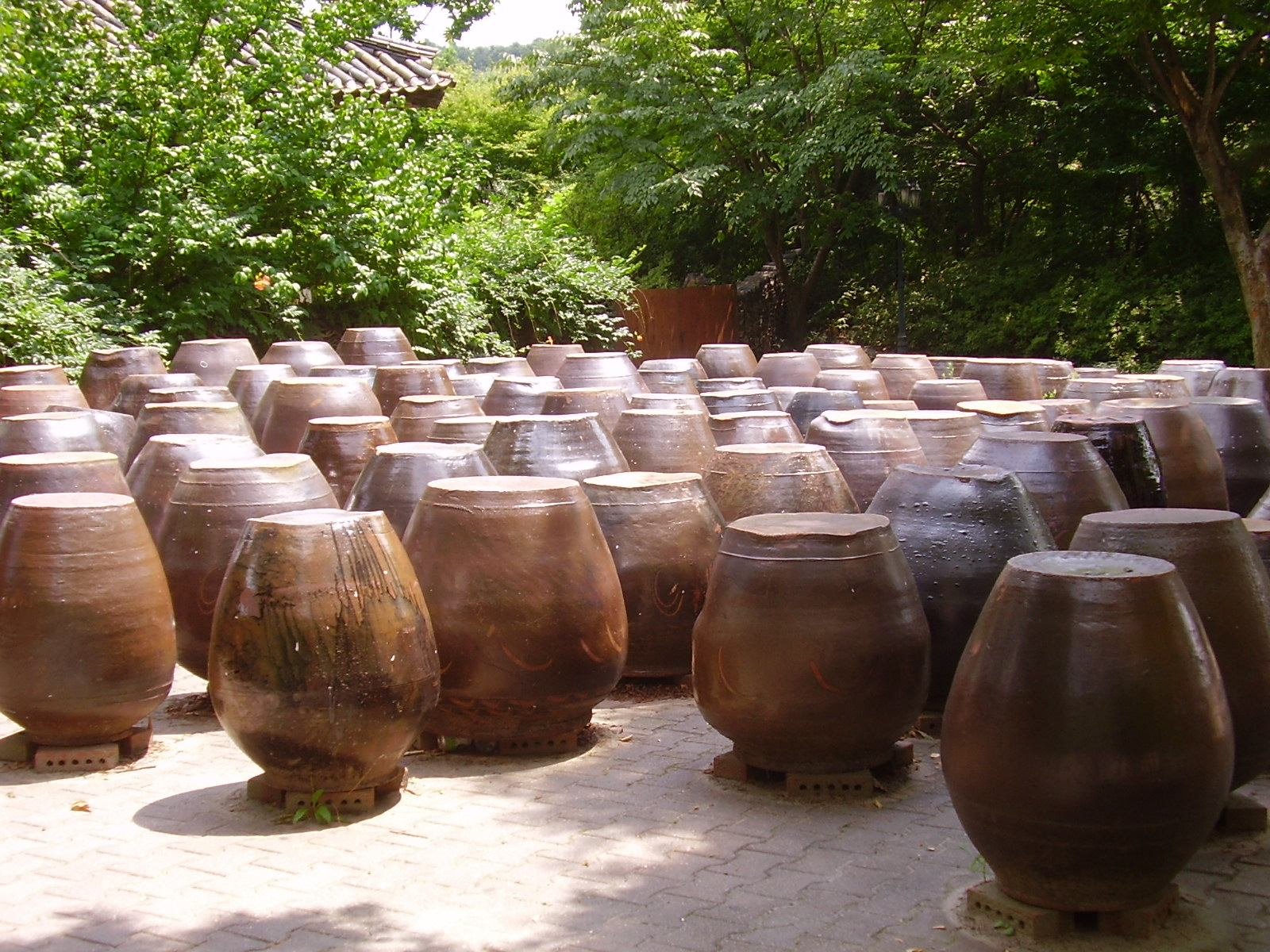
Giare tradizionali usate per conservare kimchi, gochujang, doenjang, salsa di soia e banchan fermentati

Ciascun tipo di kimchi veniva tradizionalmente preparato in momenti diversi dell'anno in base alla reperibilità delle verdure e per avvantaggiarsi delle stagioni calde o fredde. Sebbene l'avvento della moderna refrigerazione – con l'introduzione di frigoriferi specifici per il kimchi che mantengono la temperatura ottimale per tutta la durata della fermentazione – abbia reso non necessaria la stagionalità, i coreani continuano a consumarlo secondo le preferenze stagionali tradizionali. Il kimchi viene preparato tra novembre e dicembre in vista dei lunghi e freddi mesi invernali, e conservato in giare dove viene fatto fermentare. Il kimchi fresco, non fermentato, viene chiamato geotjeori (겉절이?), mentre quello invecchiato mugeun-ji (묵은지?) o mugeun-kimchi (묵은김치?). In primavera si utilizzano le erbe aromatiche e il consumo di questo tipo di kimchi è immediato.
Secondo un libro del 2004 sulla conservazione delle verdure, il kimchi più preparato è il baechu-kimchi, che rappresenta oltre il 70% del kimchi in commercio. A esso fanno seguito kkakdugi, dongchimi e chonggak-kimchi.

## Nutrizione e salute
Una porzione di kimchi fornisce oltre il 50% della razione raccomandata di vitamina C e carotene. Contiene un'alta concentrazione di fibre alimentari e poche calorie, e le verdure usate per prepararlo contribuiscono al suo valore nutrizionale globale: è ricco di vitamina A, tiamina (B1), riboflavina (B2), calcio e ferro, e contiene batteri dell'acido lattico, tra cui la specie tipica Lactobacillus kimchii.
Durante lo scoppio della SARS in Asia nel 2003, molte persone credettero che il kimchi potesse aiutarle contro l'infezione. Sebbene non ci fossero prove scientifiche, le vendite del prodotto salirono del 40%.
Il kimchi, tuttavia, potrebbe contribuire al cancro allo stomaco, che è la forma di cancro più diffusa in Corea del Sud. Nel 2011 tre scienziati coreani riferirono: "Il kimchi, che si crede avere proprietà anti cancerogene, fornisce circa il 20% dell'apporto di sodio [in Corea del Sud]. Gli studi caso-controllo sul livello di assunzione di kimchi e il rischio di cancro gastrico hanno generalmente mostrato un aumento del rischio nei soggetti con assunzione elevata o frequente di kimchi."

## Piatti a base di kimchi

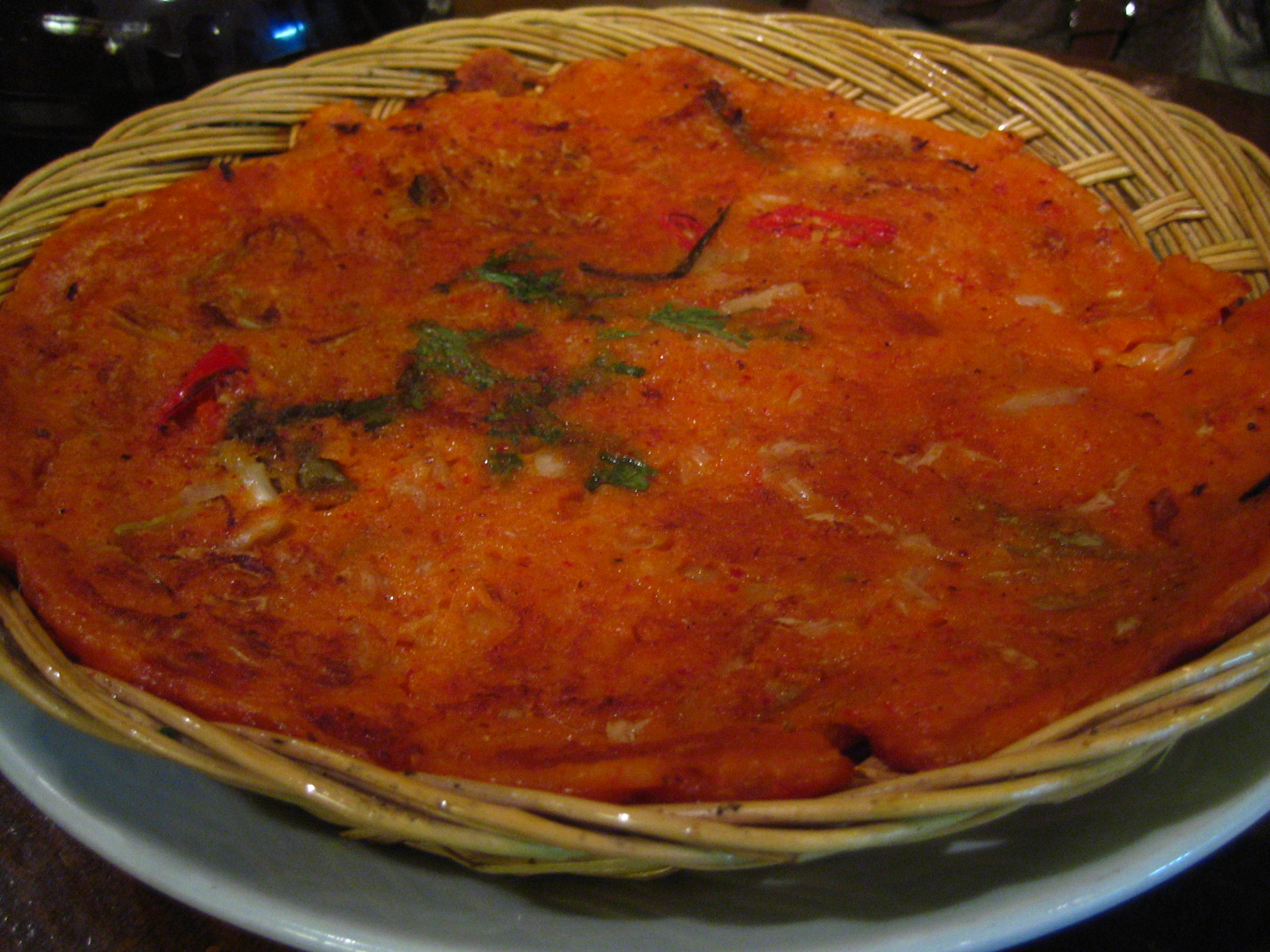
Kimchi buchimgae

Il kimchi è un noto contorno tradizionale e viene quasi sempre servito insieme ad altri contorni nella maggior parte delle case coreane e nei ristoranti. Può essere mangiato da solo o con del riso bianco, ma viene anche incluso nelle ricette di altri piatti della tradizione. È la base di molti piatti come kimchi jjigae (stufato di kimchi), kimchi buchimgae (frittelle di kimchi), kimchi guk (zuppa di kimchi) e kimchi bokkeumbap (riso fritto al kimchi). Il budae jjigae (stufato dell'esercito) è una pietanza a base di carne in scatola, salsiccia e kimchi, che ebbe origine durante la guerra di Corea dagli ingredienti sottratti all'esercito americano.